# Mazinga Z contro Devilman
Mazinga Z contro Devilman (マジンガーZ対デビルマン?, Majingā Zetto tai Debiruman), noto anche col titolo Mazinger Z contro Devilman, è un film del 1973 diretto da Tomoharu Katsumata. Il mediometraggio anime, prodotto dalla Toei Dōga, funge da crossover tra le serie televisive Mazinga Z e Devilman (entrambe basate su manga di Gō Nagai). Tuttavia, nonostante il titolo del film, i protagonisti delle due serie non si scontrano ma si alleano. Fu il primo film tratto dalla saga di Mazinger, nonché il primo anime cinematografico ad essere tratto da una serie televisiva. Il film distribuito in Giappone il 18 luglio 1973 come parte del festival Tōei Manga Matsuri, insieme al mediometraggio Kamen Rider V3 tai Destron Kaijin (secondo film tratto dalla serie TV Kamen Rider V3).
Mazinga Z contro Devilman fu adattato in manga nel secondo volume della versione di Mazinger Z disegnata da Gosaku Ōta.

## Trama
Un combattimento di Mazinger Z e Afrodite A contro tre dei mostri meccanici del dottor Hell libera accidentalmente l'arpia Sirene dalle viscere della Terra. La creatura si dirige in città dove viene vista da Akira Fudo, che si trasforma nella sua vera forma di Devilman per seguirla. Il dottor Hell, che ha osservato la battaglia, capisce che Sirene fa parte di una stirpe dei demoni che secondo una leggenda ha governato la Terra in epoca preistorica. Usando la sua fortezza volante Navalon, Hell e il fedele Barone Ashura seguono Sirene alle montagne dell'Himalaya, dove Hell libera altri due demoni (il generale Zannin e Bugo, una creatura mutaforma) e si allea con loro per sconfiggere Devilman e Mazinger Z. Non sanno però che Devilman ha spiato la loro conversazione.
Akira va ad avvertire Koji Kabuto ma finisce per deridere Mazinger Z, definendolo inutile. Questo porta i due sanguigni adolescenti a sfidarsi in una corsa in moto, al termine della quale Akira fa notare a Koji che il robot è davvero inutile contro nemici volanti. Poco dopo, però, Koji viene informato dal team del laboratorio che è stato completato il Jet Scander, un jetpack alato gigante che permetterà a Mazinger di volare. Tuttavia Bugo ha spiato la scena e riferisce tutto al dottor Hell, che manda lui e Sirene a distruggere il Jet Scrander e ad uccidere il professor Yumi. I due demoni, disturbati dall'intervento di Koji, riescono solo a danneggiare l'apparecchio e a rapire Shiro Kabuto e Sayaka Yumi. Sirene poi li lascia cadere dal cielo, ma vengono salvati da Devilman. Koji arriva sul posto e fa portare a casa Shiro e Sayaka dalla banda di Boss, ma quando sta per andarsene viene attaccato da Bugo. Akira, per inseguire il demone, si trasforma in Devilman rivelando la sua identità a Koji. Devilman segue Bugo in mare ma cade in una trappola, venendo salvato da Mazinger Z. Sulla spiaggia, Akira rivela a Koji di essere un membro della tribù dei demoni che combatte per proteggere l'umanità.
Le forze combinate del dottor Hell e dei demoni attaccano il laboratorio; Mazinger Z e Devilman si precipitano a difenderlo, ma Devilman viene sopraffatto e catturato. Portato su delle nuvole magiche e bloccato su una croce di ghiaccio, Devilman viene torturato dai demoni per essere un traditore. Tuttavia Koji riesce a convincere il professor Yumi a lanciare il Jet Scrander appena riparato, e lo usa per volare con Mazinger Z fino alle nuvole dove uccide i demoni, libera Devilman e infine distrugge Navalon, anche se Hell e Ashura riescono a salvarsi. Dopo la battaglia, Devilman decide di andarsene subito, venendo accompagnato per un tratto da Mazinger Z.

## Distribuzione

### Edizione italiana
Il mediometraggio fu distribuito nei cinema italiani (privo di titoli di testa e di coda) come prima parte del film di montaggio Mazinga contro gli UFO-Robot il 19 agosto 1978, prima che le serie TV venissero trasmesse. Questa prima edizione italiana fu curata dalla Cinitalia Edizioni, e il doppiaggio fu eseguito presso la Fono Roma con la collaborazione della C.D. e diretto da Enrico Bomba, anche autore dei dialoghi; questi ultimi presentano numerosi errori di traduzione e libertà di adattamento. Sebbene i titoli di testa del film pubblicizzino l'utilizzo dei nomi originali dei personaggi, Koji viene chiamato Ryo, Devilman viene chiamato Uomo Diavolo e il generale Zannin viene chiamato Astaroth, mentre i nomi di Sirene e Boss vengono traslitterati rispettivamente come Silene e Bosu. Vi sono alcune modifiche anche nella terminologia: la stirpe dei demoni viene chiamata "tribù diavolo" o "tribù demone", i mostri meccanici vengono chiamati "UFO Robot" e i nomi dei colpi dei personaggi furono tradotti o inventati.
Una nuova edizione italiana fu realizzata nel 1998 dalla Dynamic Italia, a cura di Giorgio Bassanelli Bisbal. In tale occasione furono realizzati due doppiaggi: uno in cui nomi e terminologia sono fedeli alle versioni italiane delle serie TV e uno in cui sono fedeli a quella originale. I doppiaggi vedono la partecipazione di parte del cast di Mazinga Z.
Il film è stato poi distribuito nelle sale italiane il 24 novembre 2014 dalla Koch Media come primo titolo del programma Le notti dei super robot - Parte I. Per l'occasione la Yamato Video ha fatto ridoppiare dalla CDR i personaggi di Hell, Zannin, Devilman (doppiato da Massimo Corizza come nella serie TV), Bugo e Shiro, sempre a cura di Bassanelli Bisbal.

### Edizioni home video
Il film fu distribuito in VHS in Giappone dalla Toei Video negli anni ottanta. In Italia fu pubblicato più volte in Super 8 millimetri, come parte di Mazinga contro gli UFO-Robot, da Cineriduzione Ariete, C.I.C., Euromach ed ERSA. L'edizione VHS del film di montaggio fu distribuita dalla Cinehollywood nel 1985 e ristampata nell'ottobre 1995. La stessa azienda pubblicò il film in DVD il 24 maggio 2006; benché sulla copertina venga definita una "edizione restaurata", il film è presentato in 4:3 pan and scan, con colori ingialliti e privo dei titoli di testa, sostituiti dal solo titolo in sovrimpressione.
Mazinga Z contro Devilman fu distribuito singolarmente in VHS nel 1998 dalla Terminal Video Italia. I due doppiaggi erano presentati consecutivamente, e anche la copertina era dotata di due facce che rispecchiavano le rispettive edizioni italiane del film.
Il 21 maggio 2002 il film fu pubblicato in DVD in Giappone dalla Toei Video nel cofanetto Mazinger the Movie Gō Nagai Super Robot Box insieme a Mazinga Z contro il Generale Nero e Il Grande Mazinga, Getta Robot G, UFO Robot Goldrake contro il Dragosauro. La stessa azienda l'ha poi inserito nei DVD Mazinger the Movie 1 (uscito il 21 maggio 2003) e Fukkoku! Tōei Manga Matsuri 1973 natsu (uscito il 21 ottobre 2011).
Il film è stato distribuito in Blu-ray Disc in Giappone dalla Toei Video il 21 ottobre 2012 nel cofanetto Mazinger the Movie Blu-ray 1973-1976. L'edizione Yamato Video è stata distribuita in DVD e BD dalla Koch Media il 26 marzo 2015, nel primo volume della Go Nagai Super Robot Movie Collection, insieme al film precedente e al successivo; il BD è disponibile sia singolarmente sia in una steelbook col volume successivo e un DVD extra.